# Internazionali di Tennis di Bergamo
Gli Internazionali di Tennis di Bergamo sono un torneo di tennis professionistico maschile organizzati annualmente dall'Associazione Sportiva Dilettantistica Olme Sport e fanno parte del circuito ATP Challenger Tour. Gli incontri si svolgono su campi indoor in cemento, principalmente al Palasport di Bergamo, viene anche utilizzato il Palazzetto dello Sport di Alzano Lombardo per le prime fasi del torneo.

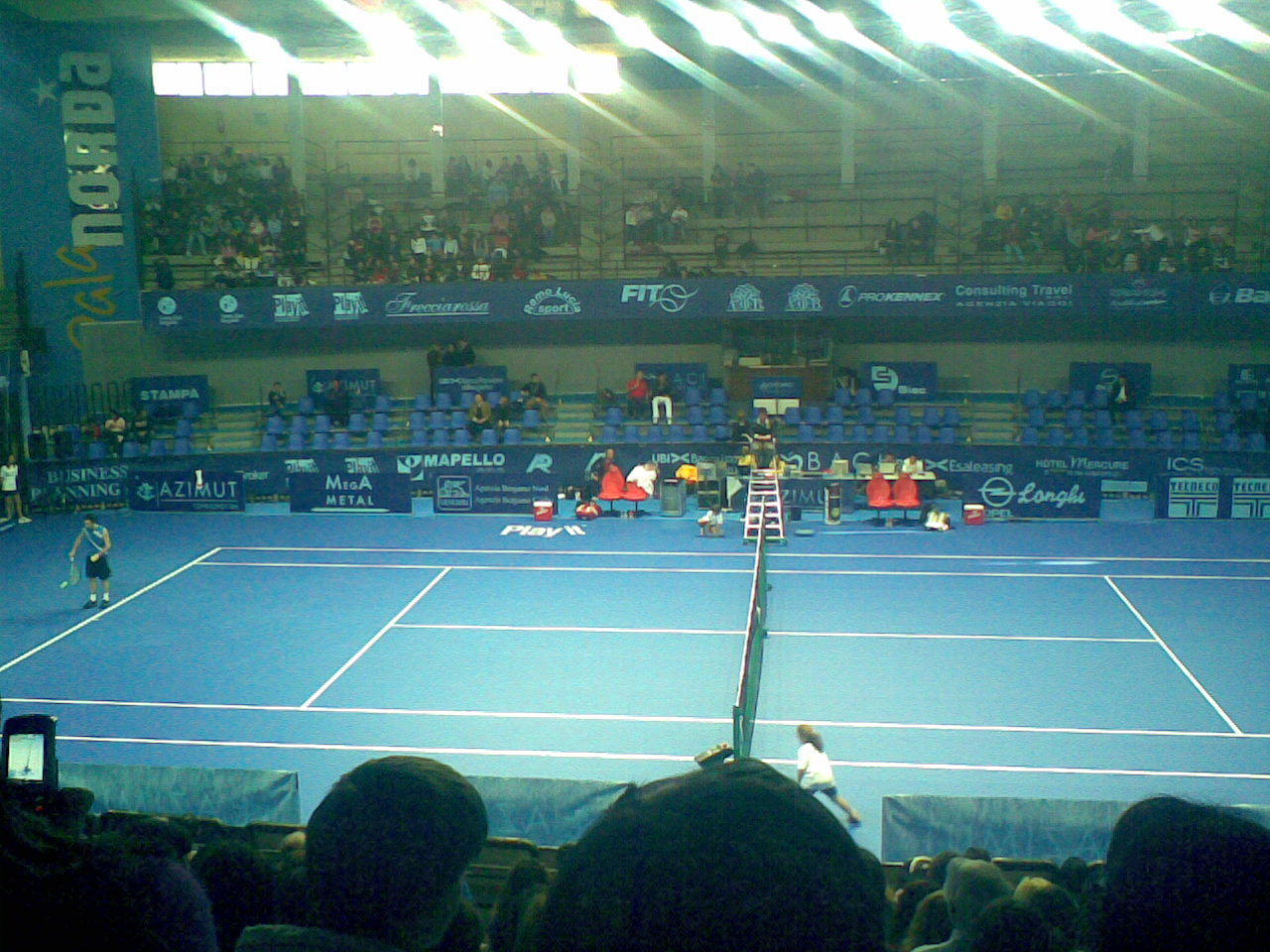
Incontro al Palasport di Bergamo nell'edizione 2008

Inaugurati nel 2006 per sopperire alla fine del torneo ATP di Milan Indoor, nel 2007 erano diventati il secondo torneo italiano per montepremi (125.000$), soltanto dietro agli Internazionali d'Italia. Durante l'edizione del 2020 si sono svolti tutti gli incontri tranne la finale di singolare del 23 febbraio, che è stata cancellata a causa della pandemia di COVID-19. Nel 2022 si è svolta l'ultima edizione al Palasport a causa della riconversione dell'impianto a museo. Nel 2023 gli incontri sono stati disputati in quello che era il campo secondario, la Bluorobica Palestra Italcementi, mentre il campo secondario è stato allestito nel palazzetto dello sport di Alzano Lombardo, dove si giocavano gli incontri secondari del torneo fino al 2020. L'edizione del 2024 non viene disputata a causa del trasferimento ad altra sede ancora da realizzare.

## Albo d'oro

### Singolare
| Anno | Campione              | Finalista                    | Punteggio                           |
| ---- | --------------------- | ---------------------------- | ----------------------------------- |
| 2006 | Alex Bogdanović       | Simone Bolelli               | 6–1, 3–0 rit                        |
| 2007 | Fabrice Santoro       | Simone Bolelli               | 6–2, 6–1                            |
| 2008 | Andreas Seppi (1)     | Julien Benneteau             | 2–6, 6–2, 7–5                       |
| 2009 | Lukáš Rosol           | Benedikt Dorsch              | 6–1, 4–6, 7–6(3)                    |
| 2010 | Karol Beck            | Gilles Müller                | 6–4, 6–4                            |
| 2011 | Andreas Seppi (2)     | Gilles Müller                | 3–6, 6–3, 6–4                       |
| 2012 | Björn Phau            | Aleksandr Kudrjavcev         | 6–4, 6–4                            |
| 2013 | Michał Przysiężny     | Jan-Lennard Struff           | 4–6, 7–6(5), 7–6(5)                 |
| 2014 | Simone Bolelli        | Jan-Lennard Struff           | 7–6(6), 6–4                         |
| 2015 | Benoît Paire          | Oleksandr Nedovjesov         | 6–3, 7–6(3)                         |
| 2016 | Pierre-Hugues Herbert | Egor Gerasimov               | 6–3, 7–6(5)                         |
| 2017 | Jerzy Janowicz        | Quentin Halys                | 6–4, 6–4                            |
| 2018 | Matteo Berrettini     | Stefano Napolitano           | 6–2, 3–6, 6–2                       |
| 2019 | Jannik Sinner         | Roberto Marcora              | 6–3, 6–1                            |
| 2020 | Titolo non assegnato  | Illja Marčenko Enzo Couacaud | finale non disputata causa COVID-19 |
| 2021 | Holger Rune           | Cem İlkel                    | 7–5, 7–6(6)                         |
| 2022 | Otto Virtanen         | Jan-Lennard Struff           | 6–2, 7–5                            |
| 2023 | Jack Draper           | David Goffin                 | 1–6, 7–6(3), 6–3                    |
| 2024 | Non disputato         | Non disputato                | Non disputato                       |

### Doppio
| Anno | Campioni                             | Finalisti                            | Punteggio           |
| ---- | ------------------------------------ | ------------------------------------ | ------------------- |
| 2006 | Daniele Bracciali Giorgio Galimberti | Christopher Kas Philipp Petzschner   | 6–4, 0–6, [13–11]   |
| 2007 | Jérôme Haehnel Jean-René Lisnard     | Kenneth Carlsen Frederik Nielsen     | 6–3, 2–6, [10–4]    |
| 2008 | Simone Bolelli Andreas Seppi         | James Cerretani Igor Zelenay         | 6–3, 6–0            |
| 2009 | Karol Beck (1) Jaroslav Levinský     | Chris Haggard Pavel Vízner           | 7–6(6), 6–4         |
| 2010 | Jonathan Marray Jamie Murray         | Karol Beck Jiří Krkoška              | 1–6, 7–6(2), [10–8] |
| 2011 | Frederik Nielsen Ken Skupski (1)     | Michail Elgin Aleksandr Kudrjavcev   | walkover            |
| 2012 | Jamie Delgado Ken Skupski (2)        | Martin Fischer Philipp Oswald        | 7–5, 7–5            |
| 2013 | Karol Beck (2) Andrej Martin         | Claudio Grassi Amir Weintraub        | 6–3, 3–6, [10–8]    |
| 2014 | Karol Beck (3) Michal Mertiňák       | Konstantin Kravčuk Denys Molčanov    | 4–6. 7–5, [10–6]    |
| 2015 | Martin Emmrich Andreas Siljeström    | Błażej Koniusz Mateusz Kowalczyk     | 6–4, 7–5            |
| 2016 | Ken Skupski (3) Neal Skupski         | Nikola Mektić Antonio Šančić         | 6–3, 7–5            |
| 2017 | Julian Knowle Adil Shamasdin         | Dino Marcan Tristan-Samuel Weissborn | 6–3, 6–3            |
| 2018 | Scott Clayton Jonny O'Mara           | Laurynas Grigelis Alessandro Motti   | 5–7, 6–3, [15–13]   |
| 2019 | Laurynas Grigelis Zdeněk Kolář (1)   | Tomislav Brkić Dustin Brown          | 7–5, 7–6(7)         |
| 2020 | Zdeněk Kolář (2) Julian Ocleppo      | Luca Margaroli Andrea Vavassori      | 6–4, 6–3            |
| 2021 | Zdeněk Kolář Jiří Lehečka            | Lloyd Glasspool Harri Heliövaara     | 6–4, 6–4            |
| 2022 | Henri Squire Jan-Lennard Struff      | Jonathan Eysseric Albano Olivetti    | 6–4, 6(5)–7, [10–7] |
| 2023 | Evan King Brandon Nakashima          | Francisco Cabral Henry Patten        | 6–4, 7–6(1)         |
| 2024 | Non disputato                        | Non disputato                        | Non disputato       |